# Semiothisa austera
Semiothisa austera là một loài bướm đêm trong họ Geometridae.